# Alois Paroubek
Alois Paroubek ist ein tschechoslowakischer Astronom und Entdecker eines Asteroiden.

## Entdeckungen
| Asteroid     | Asteroidentyp            | Entdeckungsdatum                       | Provisorische Bezeichnung(en)                                  |
| ------------ | ------------------------ | -------------------------------------- | -------------------------------------------------------------- |
| (1989) Tatry | Innerer Asteroidengürtel | 20. März 1959 (mit Regina Podstanická) | 1955 FG; 1935 UQ; 1944 DL; 1955 DY; 1964 WK; 1968 YC; 1971 SJ2 |